# Plouider
Plouider település Franciaországban, Finistère megyében. Lakosainak száma 1801 fő (2022. január 1.). Plouider Saint-Méen, Goulven, Guissény, Kerlouan, Kernouës, Lanhouarneau, Lesneven, Plounévez-Lochrist, Saint-Frégant, Tréflez és Plounéour-Brignogan-plages községekkel határos.

## Népesség
A település népességének változása:
| Lakosok száma | 1860 | 1871 | 1818 | 1899 | 1972 | 1884 | 1866 | 1838 | 1824 | 1801 |
|               | 1968 | 1982 | 1990 | 2006 | 2013 | 2015 | 2017 | 2019 | 2020 | 2022 |